# Ella Endlich
Ella Endlich, pseudonimo di Jacqueline Zebisch, nota precedentemente con lo pseudonimo Junia (Weimar, 18 giugno 1984), è una cantante, attrice e conduttrice televisiva tedesca.
Cantante professionalmente in attività sin dall'adolescenza, nel corso della propria carriera, ha pubblicato 8 album ed è inoltre attiva nei musical.

## Biografia
Jacqueline Zebisch, in seguito nota con gli pseudonimi Junia e Ella Endlich, nasce a Weimar, in Turingia (all'epoca Repubblica Democratica Tedesca) il 18 giugno 1984. I suoi genitori sono Norbert Endlich, noto come cantante del duo H&N, e Judith Zebisch (da cui ha preso il cognome).
Inizia ad esibirsi come cantante già a dieci anni presso gli studi discografici della Hansa Records e come corista della ZDF Hitparade.
Nel 1998, all'età di 14 anni, firma il suo primo contratto discografico e inizia ad esibirsi nei teatri Nel 1999 pubblica, con lo pseudonimo di Junia, il singolo It's Funny, che raggiunge il 17º posto delle classiche tedesche e nel 2000, pubblica, sempre con lo pseudonimo di Junia, il suo primo album, dal titolo eponimo.
In seguito, dopo aver consiguito nel 2005 il diploma presso la Bayerische Theaterakademie (Accademia Teatrale Bavarese), viene scelta per interpretare ruoli da protagonista in importanti musical o opere teatrali.
Nel 2000, pubblica con lo pseudonimo di Junia, il suo primo album, dal titolo eponimo.
Nel 2009, incide il singolo Küss mich, halt mich, lieb mich, che le vale il disco d'oro. L'anno seguente, a dieci anni distanza dall'album di debutto, pubblica il primo album con lo pseudonimo Ella Endlich, intitolato Da.
Pubblica successivamente gli album Meilenwert (2011) e Wintercollage (2012).
Nel 2016, partecipa a Unser Lied für Stockholm 2016, fallendo la qualificazione all'Eurovision Song Contest.
Nel 2018, è tra i giurati del talent show di RTL Television Deutschland sucht den Superstar e, l'anno successivo, partecipa come concorrente al talent show Let's Dance, dove raggiunge la finale. In seguito, nel 2020, viene scelta per interpretare il ruolo di Maria nel film TV prodotto da RTL Television Die Passion.

## Discografia

### Album
- 2000: Junia (come Junia)
- 2010: Da
- 2011: Meilenwert
- 2012: Wintercollage
- 2014: Die süße Wahrheit
- 2014: Küss mich, halt mich, lieb mich – The Best Of
- 2016: Träume auf Asphalt
- 2018: Im Vertrauen

## Filmografia
- Das Kreuz mit der Schrift  - serie TV, episodio 1x03 (2006)

## Programmi televisivi
- 2010: Der Sommer war da (conduttrice)
- 2010: Aktion Schwefelhölzchen (conduttrice)
- 2013: Drei Haselnüsse für Aschenbrödel – Die Märchenhochzeit (conduttrice)
- 2018: Deutschland sucht den Superstar
- 2019: Let's Dance

## Teatro (lista parziale)
- 2002: La bohème, Festspiele Bregenz
- 2003: West Side Story, Festspiele Bregenz
- 2007: Grease, Teatro di San Gallo

## Premi e riconoscimenti
- 2005: Primo premio dello Jugend kulturell per i musical
- 2006: Medica pro Musica[1]
- 2009: Disco d'oro
- 2011: Disco d'oro
- 2019: Premio del pubblico come cantante dell'anno su Schlager.de